# Sitno (gmina)
Pour les articles homonymes, voir Sitno.
Sitno est une gmina rurale (gmina wiejska) du powiat de Zamość, dans la Voïvodie de Lublin, dans l'est de la Pologne.
Son siège administratif (chef-lieu) est le village de Sitno, qui se situe environ kilomètres (km) au nord-est de Zamość (siège du powiat) et 78 km au sud-est de la capitale régionale Lublin (capitale de la voïvodie).
La gmina couvre une superficie de 112,07 km2 pour une population de 6 774 habitants en 2006.

## Histoire
De 1975 à 1998, la gmina est attachée administrativement à l'ancienne voïvodie de Zamość.

Depuis 1999, elle fait partie de la nouvelle voïvodie de Lublin.

## Géographie
La gmina inclut les villages (sołectwa) de:

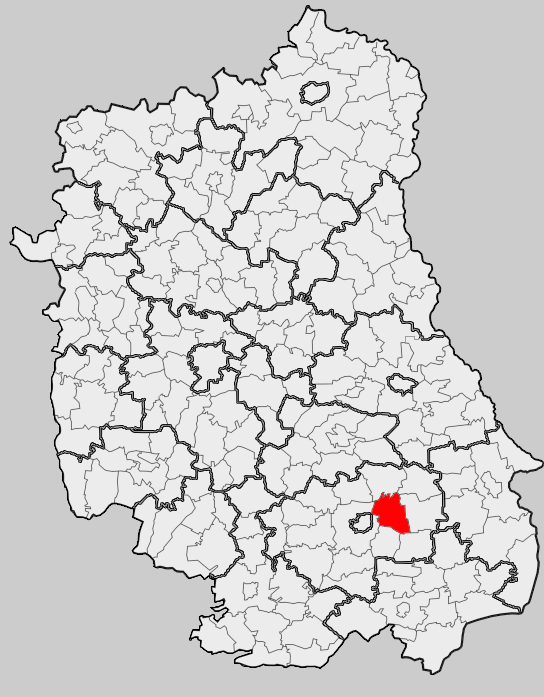
Position de la gmina dans la voïvodie

- Boży Dar
- Cześniki
- Cześniki-Kolonia
- Cześniki-Kolonia Górna
- Czołki
- Horyszów Polski
- Horyszów-Nowa Kolonia
- Horyszów-Stara Kolonia
- Janówka
- Jarosławiec
- Karp
- Kolonia Kornelówka
- Kornelówka
- Rozdoły
- Sitno
- Sitno-Kolonia
- Stabrów
- Stanisławka
- Wólka Horyszowska

### Gminy voisines
La gmina de Sitno est voisine de:

la ville de:
- Zamość

et les gminy de
- Grabowiec
- Komarów-Osada
- Łabunie
- Miączyn
- Skierbieszów
- Zamość

## Structure du terrain
D'après les données de 2002, la superficie de la commune de Sitno est de 112,07 kilomètres carrés, répartis comme telle :
- terres agricoles : 83 %
- forêts : 11 %

La commune représente 5,99 % de la superficie du powiat.

## Démographie
Données du 30 juin 2004:
| Description        | Total  | Total | Femmes | Femmes | Hommes | Hommes |
| ------------------ | ------ | ----- | ------ | ------ | ------ | ------ |
| Unité              | Nombre | %     | Nombre | %      | Nombre | %      |
| Population         | 6 775  | 100   | 3 415  | 50,4   | 3 360  | 49,6   |
| Densité (hab./km²) | 60,5   | 60,5  | 30,5   | 30,5   | 30     | 30     |

| Villages               | Nbre d'habitants | Superficie (ha) |
| ---------------------- | ---------------- | --------------- |
| Boży Dar               | 299              | 455,62          |
| Cześniki               | 492              | 911,11          |
| Cześniki-Kolonia       | 305              | 649,58          |
| Czołki                 | 395              | 602,02          |
| Horyszów Polski        | 510              | 1495,84         |
| Horyszów-Nowa Kolonia  | 173              | 313,35          |
| Horyszów-Stara Kolonia | 158              | 357,14          |
| Janówka                | 156              | 239,88          |
| Jarosławiec            | 1511             | 1074,20         |
| Karp                   | 161              | 190,13          |
| Kolonia Kornelówka     | 27               | 164,69          |
| Sitno-Kolonia          | 460              | b.d.            |
| Kornelówka             | 424              | 729,11          |
| Rozdoły                | 283              | 612,09          |
| Sitno                  | 706              | b.d.            |
| Stabrów                | 712              | 962,80          |
| Stanisławka            | 210              | 356,05          |
| Wólka Horyszowska      | 92               | 209,75          |